# Marilyn Maye
Marilyn Maye McLaughlin (geboren 10. April 1928 in Wichita, Kansas) ist eine amerikanische Jazz- und Kabarettsängerin sowie Musiktheaterschauspielerin. Sie begann ihre Karriere als Kind, indem sie in Kansas in Konzerten und im Radio auftrat. Nach dem Abschluss der High School zog sie nach Chicago, Illinois, wo sie die Aufmerksamkeit von Steve Allen auf sich zog und zunächst in der Steve Allen Show und dann in der Tonight Show mit Johnny Carson auftrat.
Maye war vor allem in den 1960er Jahren populär und veröffentlichte mehrere Alben bei RCA Victor. Vor allem die von ihr aufgenommenen Songs Cabaret und Step to the Rear wurden populär und 1966 wurde sie für einen Grammy Award als beste neue Künstlerin nominiert.

## Biografie
Marilyn Maye McLaughlin wurde 1928 in Wichita, Kansas, als Tochter eines Apotheres geboren und begann ihre Karriere als Kind bei Amateurwettbewerben in Topeka, Kansas. Sie wurde am Klavier von ihrer Mutter Lila McLaughlin begleitet, die sie nach der Sängerin Marilyn Miller benannte. Bereits mit 3 Jahren sang sie mit ihrer Mutter, mit 12 Jahren bekam sie Gesangsunterricht bei Rosamond Nyman in Topeka. 1942, nach der Scheidung ihrer Eltern, zog sie mit ihrer Mutter nach Des Moines in Iowa.
Sie besuchte die Amos Hiatt Junior High School und sang im Alter von 14 Jahren für die Songschreiber Hugh Martin und Ralph Blane und erhielt eine fünfzehnminütige Radiosendung bei KRNT in Des Moines. Nach ihrem Umzug nach Kansas City, Missouri, wurde der Schauspieler Steve Allen auf sie aufmerksam und lud sie ein, in seiner Sendung aufzutreten; kurz darauf unterzeichnete sie einen Plattenvertrag mit RCA Victor. Sie trat 76 Mal in der Tonight Show auf und erhielt 1966 eine Nominierung für den Grammy Award als beste neue Künstlerin neben dem Gewinner Tom Jones, Sonny and Cher, Herman’s Hermits und The Birds. Ihre Version des Songs Cabaret, produziert von Joe Rene, wurde ein Hit, bevor derselbe Song gesungen von Liza Minnelli weltbekannt wurde. Einen noch größeren Hit hatte sie mit dem Song Step to the Rear, der im Nachgang in den politischen Kampagnen verschiedener Politiker in jeweils individuell angepassten Versionen im Wahlkampf genutzt wurde, darunter etwa von dem späteren Gouverneur von Iowa, Robert D. Ray. Bis 1970 veröffentlichte sie mehrere Alben und zahlreiche Singles und trat in Nachtclubs und in Musicals wie Can-Can, Mame und Hello, Dolly auf.
In den 1970ern veränderte sich die Musikwelt und Maye konnte ihre Karriere als Jazz- und Kabarettsängerin nicht weiterführen. Mit 78 Jahren trat sie 2006 am Lincoln Center für die Mabel Mercer Foundation auf, wodurch ihre Karriere neu belebt wurde. Im Jahr 2008 erhielt sie vom Gouverneur von Kansas einen Distinguished Arts Award, zudem wurde sie mit dem Jazz Heritage Award, dem Kansas City Jazz Ambassador’s Award of Excellence, der Elder Statesmen of Jazz Award sowie mit Auszeichnungen für ihr Lebenswerk von der Oklahoma Jazz Hall of Fame und dem CODA Jazz Fund von Kansas City geehrt. Sie wurde vom American Jazz Museum mit einem Preis für ihr Lebenswerk ausgezeichnet und in deren Walk of Fame aufgenommen. Ihre Version von Too Late Now wurde 1985 in die Aufnahmen der Smithsonian Institution des 20. Jahrhunderts aufgenommen.

## Diskographie

### Alben
- 1961: The Most (Holly Record Company)
- 1965: Meet Marvelous Marilyn Maye (RCA Victor)
- 1966: The Lamp Is Low (RCA Victor)
- 1966: The Second Of Maye (RCA Victor)
- 1967: A Taste Of "Sherry!" (RCA Victor)
- 1967: Step To The Rear (RCA Victor)
- 1968: The Happiest Sound In Town (RCA Victor)
- 1970: Marilyn Maye Girl Singer (RCA Victor)
- 2001: Meet Marvelous Marilyn Maye / The Lamp Is Low (CD, Compilation; BMG)

### Singles
- 1965: Long Ago / A Time To Love (RCA Victor)
- 1966: Sherry!
- 1966: You've Lost That Loving Feeling / I've Learned The Way To Sing The Blues
- 1966: Two Lovers / Cabaret
- 1967: Step To The Rear / For Those In Love
- 1967: Step To The Rear (7", Single)
- 1968: Montage From How Sweet It Is / On To Something New
- 1968: You've Got To Be There / When We All Get Together
- 1968: Till You Come Back / Never Tell Me (Todavia)
- 1969: I'll Never Fall In Love Again / Celebration
- 1969: Mr. Clown / Feelin'
- 1969: Ed And Marilyn: Think Summer
- 1970: Jimmy / Gather Ye Rosebuds While Ye May
- 1970: Marilyn Maye mit dem The Tony DiPardo Orchestra: The Chiefs Are On The Warpath / We're Number One

## Belege
1. 1 2 3 4 5 6  Peter Filichia: Maye Time. auf theatermania.com, 16. März 2007; abgerufen am 21. Februar 2020.
2. 1 2 3 4 5  Marilyn Maye, proudly "old school" CBS News, 28. Januar 2018; abgerufen am 21. Februar 2020.
3. 1 2 3 4  2003 indutees der Oklahoma Jazz Hall of Fame; abgerufen am 21. Februar 2020.
4. ↑  Joe Klopus: Jazz Town: American Jazz Museum fittingly salutes singer Marilyn Maye in May. The Kansas City Star, 17. Mai 2015; abgerufen am 21. Februar 2020.
5. ↑  Joe Klopus: Jazz Town: Star-studded concert will celebrate Jazz Walk of Fame inductees. The Kansas City Star, 25. Mai 2015; abgerufen am 21. Februar 2020.